# Uwe Helmes
Uwe Helmes (* 28. Juni 1958 in Siegen) ist ein ehemaliger deutscher Fußballspieler und -trainer.

## Spielerkarriere
Der Stürmer begann das Fußballspielen bei den Sportfreunden Siegen. Zwischen 1980 und 1981 war er bei Rot-Weiß Lüdenscheid und von 1981 bis 1983 für den MSV Duisburg aktiv. 1983 bis 1988 spielte er beim SC Fortuna Köln. Danach war er bis zum Ende seiner aktiven Laufbahn erneut als Spieler für die Sportfreunde Siegen aktiv.

## Trainer- und Funktionärskarriere
Mindestens in der Saison 1996/97 trainierte Helmes die A-Jugend der Sportfreunde Siegen. Dort hatte er parallel zu Saisonbeginn auch bei den D 2-Junioren zusätzlich das Traineramt übernommen.
Seit Beginn der Saison 2005/06 war er Trainer der Reserve-Mannschaft der Sportfreunde Siegen. Zuvor war Helmes mehrere Jahre Trainer des SC Plettenberg, den er Ende der Saison 2004/05 als Meister der Bezirksliga in die Landesliga führte.
Im Anschluss an die Beurlaubung von Ján Kocian am 4. Februar 2006 betreute er die damalige Zweitligamannschaft der Sportfreunde Siegen als Interimscoach. Unter Hannes Bongartz als Cheftrainer war Uwe Helmes Co-Trainer der Sportfreunde, ab dem 9. Mai 2006 wieder eigenverantwortlicher Trainer der zweiten Mannschaft der Sportfreunde.
Im Juni 2007 kündigte er sein Traineramt in Siegen und wechselte als Scout zum Bundesligisten Bayer 04 Leverkusen. Im Mai 2013 wurde Helmes als Sportlicher Leiter des Bezirksligisten VfL Klafeld-Geisweid vorgestellt.
Für die Saison 2017/2018 kehrte Helmes auf die Trainerbank zurück und trainierte den Bezirksligisten TuS Plettenberg.
Ab dem 1. Juli 2022 kommt der Ex-Profi wieder zu dem Verein zurück, in dem er schon im Jugend- und Seniorenbereich aktiv war und als Trainer bzw. Co-Trainer gearbeitet hat: Helmes wird sportlicher Leiter des Jugendbereichs der Sportfreunde Siegen.

## Privates
Er ist der Vater des ehemaligen Fußball-Nationalspielers Patrick Helmes.